# Gerenciamento de contexto
O gerenciamento de contexto é um processo de computador dinâmico que usa "sujeitos" de dados em um aplicativo, para apontar para os dados residentes em um aplicativo separado que também contém o mesmo sujeito.
O gerenciamento de contexto permite que os usuários escolham um sujeito uma vez em um aplicativo, e fazem com que todos os outros aplicativos que contêm informações sobre o mesmo sujeito "sintonizem" os dados que contêm, eliminando a necessidade de selecionar redundantemente o sujeito nos diversos aplicativos.
Um exemplo do setor de saúde onde o Gerenciamento de Contexto é amplamente usado, vários aplicativos operando "em contexto" por meio do uso de um gerenciador de contexto permitiriam que um usuário selecionasse um paciente (ou seja, o sujeito) em um aplicativo e quando o usuário entrasse em outro aplicativo, a informação desse paciente já seria pré-buscada e apresentada, evitando a necessidade de re-selecionar o paciente na segunda aplicação. Quanto mais o usuário "exercita" no aplicativo (por exemplo, teste, resultado, diagnóstico, etc.), todos os aplicativos de reconhecimento de contexto continuam a se aprofundar nos dados, no contexto das solicitações do usuário.
O gerenciamento de contexto está ganhando destaque nos serviços de saúde devido à criação do comitê padrão Clinical Context Object Workgroup (CCOW) que criou um protocolo padronizado que permite que os aplicativos funcionem em um estado 'ciente do contexto'.
O gerenciamento de contexto também está ganhando no mercado de Regras de Negócios. Conhecer o contexto de qualquer troca de informações é fundamental. Por exemplo, um vendedor pode precisar saber coisas como: esta remessa é urgente, esse é um cliente preferencial, eles precisam de inglês ou espanhol, para que modelo é a peça? Sem contexto, erros e custos imediatos se sucedem rapidamente. Ao automatizar a integração de informações, conhecer e definir o contexto de uso é o fator mais difundido e importante. Esse mecanismo de contexto está no centro de permitir que os usuários quantifiquem precisamente quais são os seus fatores de contexto. Isso remove o trabalho de adivinhação das trocas de transações entre os parceiros de gerenciamento de informações de transações e permite que eles formalizem seus contratos de colaboração com exatidão.